# 中山南街街道
中山南街街道，是中华人民共和国宁夏回族自治区銀川市兴庆区下辖的一个乡镇级行政单位。

## 行政区划
中山南街街道下辖以下地区：
富强社区、新宁社区、东桥社区、康华社区、康怡社区和安和社区。